# Felandri
|  | Per a altres significats, vegeu «Oenanthe». |

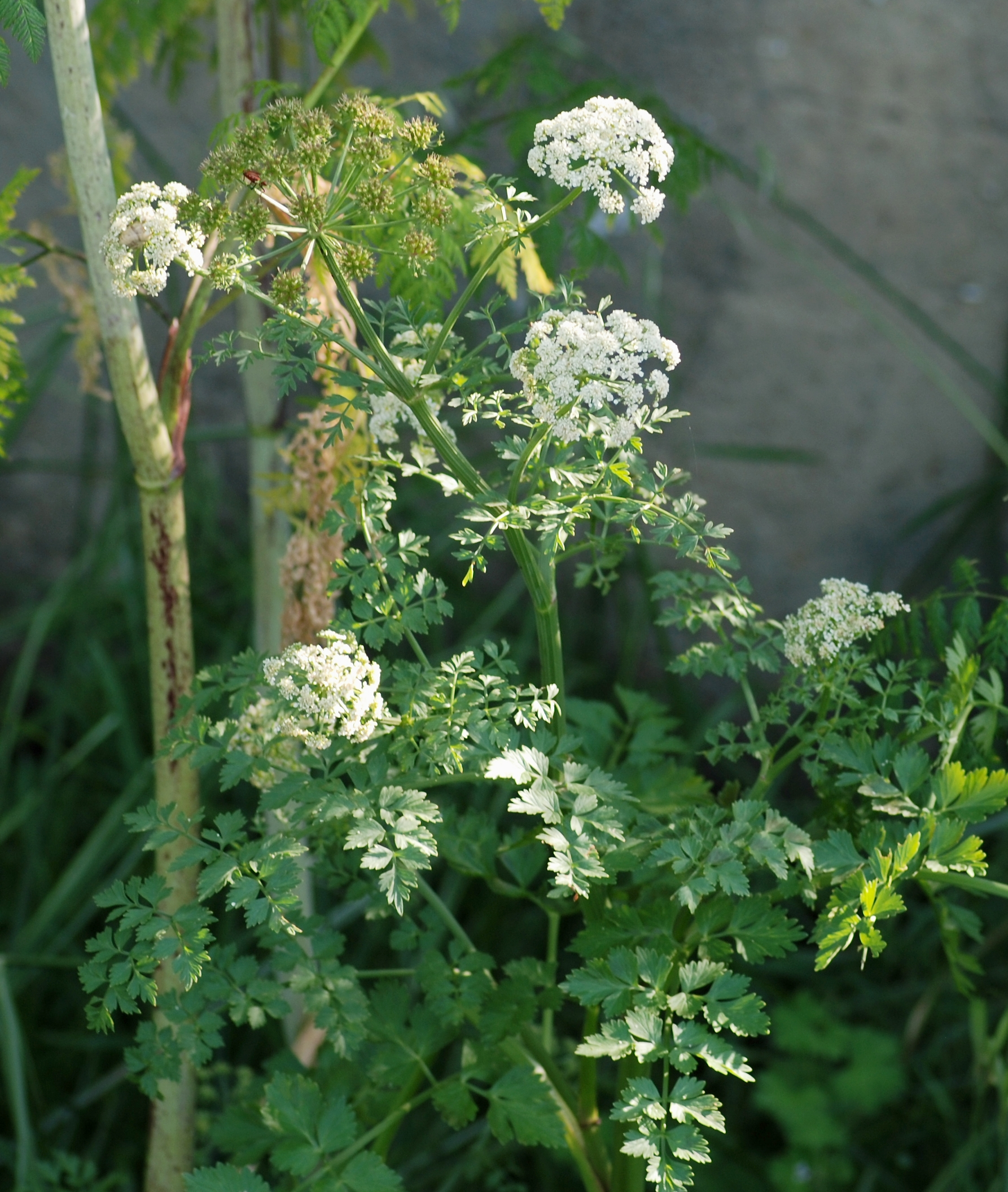
Oenanthe crocata

Els felandrins o fenolls aquàtics, Oenanthe són un gènere de plantes dins la família de les apiàcies. La majoria de les seves espècies creixen en sòls empantanats, en aiguamolls o en l'aigua.
Diverses espècies són extremadament verinoses, especialment O. crocata, el seu verí és una oenantotoxina. Les fulles se les poden menjar els ramats sense patir danys, però les tiges, i especialment les arrels, són molt més verinoses. Amb una arrel n'hi ha prou per matar una vaca i també es coneixen casos mortals en els humans, i es consideren particularment perilloses pel fet que s'assemblen a plantes cultivades (com l'api).
L'espècie O. javanica, coneguda com a «api xinès» o «julivert xinès» és comestible i creix a l'Àsia, Itàlia i Índia.
El nom científic Oenanthe deriva del grec: oinos vi i anthos flor, donat que les seves flors fan olor de vi.

## Ganyota sardònica
Uns científics de la Universitat del Piemont Est a Itàlia sostenen que han identificat la planta Oenanthe crocata com la planta responsable de produir la ganyota sardònica o el riure sardònic. Possiblement aquesta era la planta utilitzada en els sacrificis rituals que feien els fenicis a Sardenya.

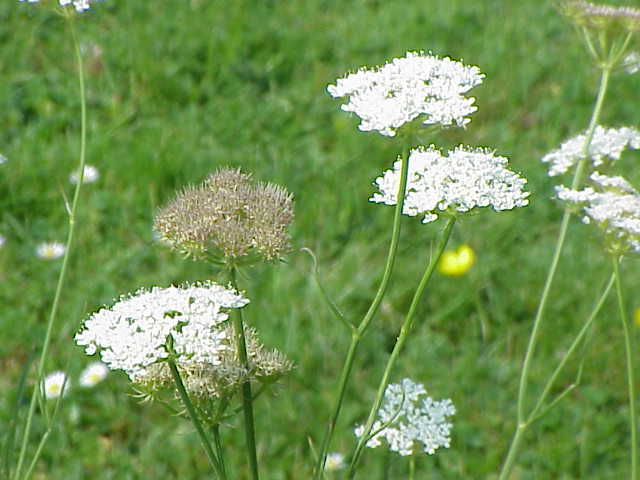
Oenanthe pimpinelloides
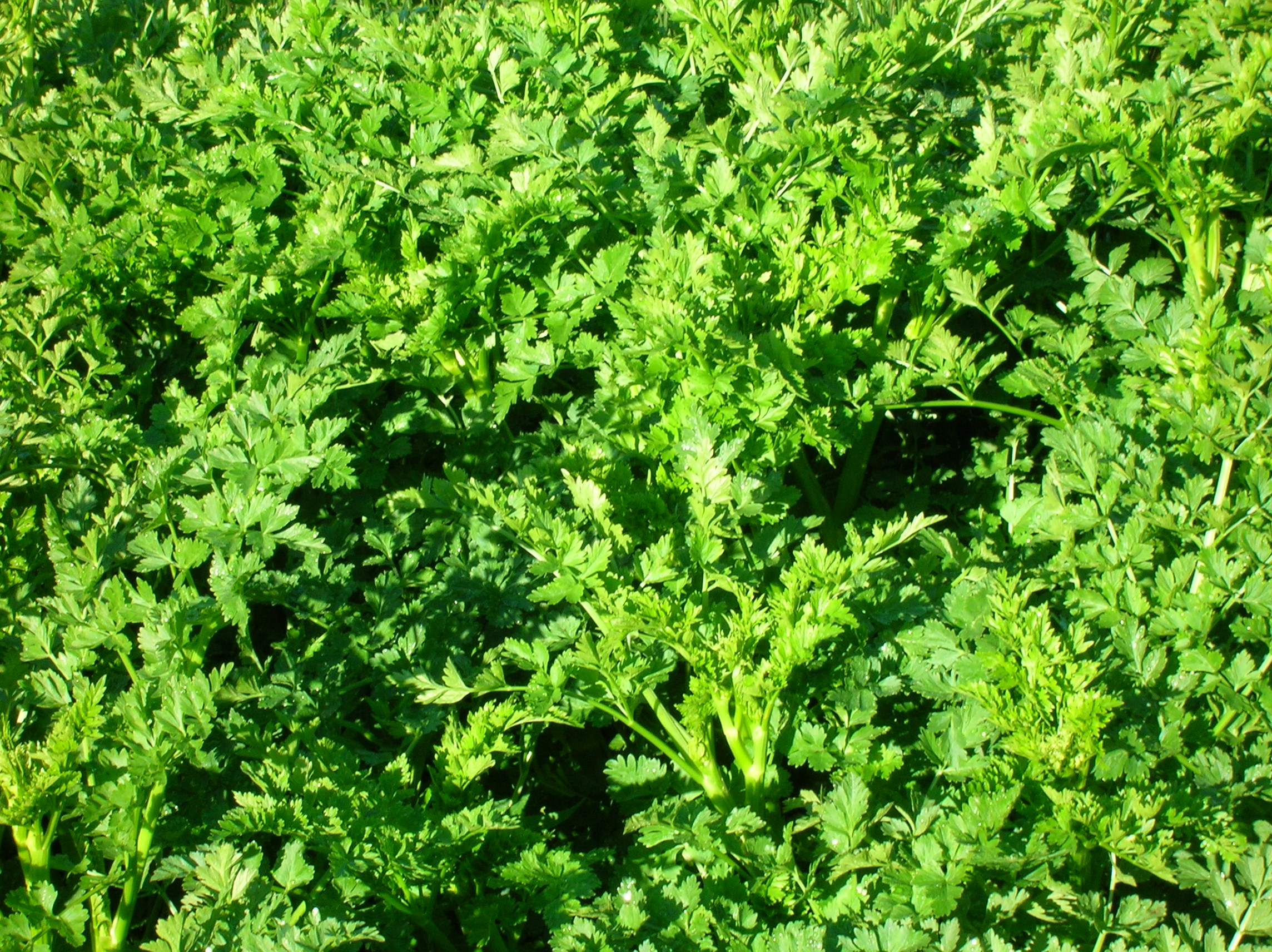
Oenanthe crocata a la primavera